# Diablos Rojos del México (LIM)
Para el equipo de la Liga Mexicana de Béisbol, véase Diablos Rojos del México.
Los Diablos Rojos del México es un equipo de béisbol que compite en la Liga Invernal Mexicana con sede en la Ciudad de México, México.

## Historia

### Inicios
Los Diablos Rojos debutaron en la LIM en la Temporada 2015-2016, y son sucursal del equipo Diablos Rojos del México que participa en la Liga Mexicana de Béisbol.
Se coronaron como los primeros campeones de la LIM al derrotar en la Serie Final a los Petroleros de Salamanca por 4 juegos a 3, dirigidos por José Luis "Borrego" Sandoval.
En la temporada 2016-2017 lograron el bicampeonato al derrotar en la Serie Final a los Pericos de Puebla por 4 juegos a 1, dirigidos por Víctor "Flamingo" Bojórquez.

### Actualidad
En la temporada 2017 lograron el tricampeonato al derrotar en la Serie Final a los Guerreros de Oaxaca por 4 juegos a 1, dirigidos por Víctor "Flamingo" Bojórquez.

## Jugadores

### Roster actual
Actualizado al 7 de noviembre de 2016.
"Temporada 2016-2017"
| Lanzadores: - 2 Jaime Armando Leal González - 20 Juan Francisco Méndez Carmona - 23 Oswaldo Martínez Díaz De León - 26 Gabriel Kuri Uribe - 31 Jonathan Trinidad Partida Ávalos - 35 Daniel René Flores Rivera - 36 Elioth Iván Bracamontes Juzaino - 43 Carlos Morales López - 44 Héctor García Rivera - 49 José Miguel Ramírez Palomo - 54 Axel Alejandro Ríos Martínez - 57 Paul Aarón Morales Flores - 58 Marbin Eduardo Montijo Santamaría Receptores: - 24 Orlando Piña Ibarra - 50 Eduardo Alejandro Revilla Acuña - 53 Luis Aberto Millán Denton |  | Jugadores de Cuadro: - 5 Alan Oziel Flores García - 8 Gerardo Romero Quintero - 28 Yousamot Cota Obeso - 34 Jesús Omar Meza Machado - 37 Rigoberto Terrazas Páramo - 45 Ismael Martínez Urueta - 48 Jonathan Armenta Pimentel - 55 Juan Alfredo Rodríguez Pardini Jardineros: - 4 Iván Martín Terrazas Magaña - 18 Raymundo Antonio Torres Camargo - 19 Julián Rafael Ornelas Murray - 55 Román Alejandro Sesteaga Medina - 56 Víctor Manuel Santos Murillo Mánager: 40 Víctor Bojórquez |

### Jugadores destacados
Por definir.